# Anuga rotunda
Anuga rotunda är en fjärilsart som beskrevs av Holloway 1976. Anuga rotunda ingår i släktet Anuga och familjen nattflyn. Inga underarter finns listade i Catalogue of Life.